# 견인차

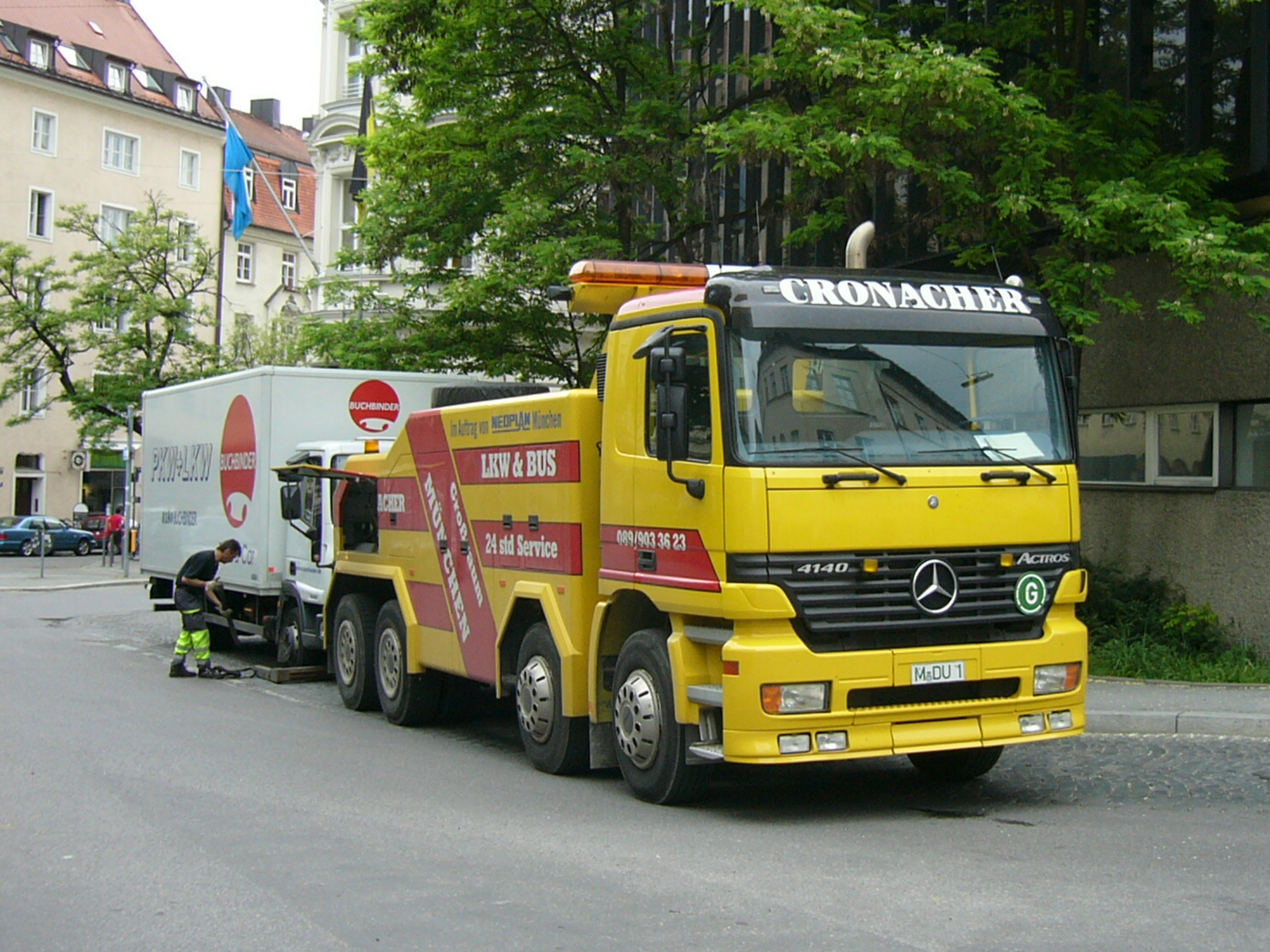
견인차

견인차 또는 레커차(牽引車, 문화어: 끌차, 영어: tow truck, wrecker, breakdown truck, recovery vehicle)는 움직일 수 없는 자동차를 다른 곳(차고나 자동차 수리점 등)으로 옮기는 데 쓰이는 차를 말한다. 운전이 불가능한 도로 위에 있는 차량을 해결할 때에도 이용한다.
견인 서비스는 일반적으로 긴급 도로 서비스 기사가 제공한다. 차량이 파손되거나 고장난 경우 뿐만 아니라, 주차 위반, 음주 운전 등의 위반이 일어났을 때에도 견인한다.
보통 대한민국에서는 98,99로 시작하는 차량번호를 부여받는다.
비유적으로는 선두에 서서 여러 사람을 이끌어 가는 사람을 지칭하기도 한다. 견인차를 운전하려면 '1종 특수'의 구난차 면허가 필요하다.

## 견인 장비
견인 트럭의 차대가 되는 차량의 크기와 종류에 따라 다섯 가지의 장비가 흔히 쓰인다.
- 밧줄 (Boom)
- 갈고리와 사슬
- 휠리프트 (Wheel-Lift): 바퀴를 들어내는 기구
- 플랫베드 (Flatbed)
- 인터그레이티드 (Integrated)

## 견인 차량
견인 차량도 종류마다 다르다.

### 경찰 견인차(112 견인차)
말 그대로 지방경찰청에 소속되어 있는 견인차다.

### 사설 견인차
개인이 영리목적으로 차량을 견인하는데 쓰는 차량이다.

#### 보험 견인차
보험사 지정 정비소에 소속된 차량이다.

#### 토잉카
공항, 항공모함 등에서 항공기를 견인하는 푸쉬백 트랙터(pushback tractor)를 토잉카라고 한다. 참고로, 토잉카는 정식 영어 명칭이 아니며 푸쉬백이 맞는 표현이다.

## 같이 보기
- 자동차 안전